# Cova de Santa Agnès
La cova de Santa Agnès està situada en les proximitats de sa Talaia de Sant Antoni al costat de la carretera de Santa Agnès de Corona, en el terme municipal de Sant Antoni de Portmany.
Es tracta d'una cavitat natural subterrània amb una planta irregular àmplia i altres galeries més estretes. És un lloc amb història, documents del segle xiv reflecteixen diversos noms d'aquest lloc on ja esmenten repetidament aquesta cova, en la segona meitat del segle xix l'Arxiduc Lluís Salvador d'Àustria cita en els seus escrits com un espai ample amb una font d'aigua i on se celebraven actes religiosos. El motiu de dir-li santa, no era cap altre, que la veneració al fons de la cova d'una imatge molt antiga de la màrtir romana santa Agnès, que havia arribat allà per camins que sols són coneguts per la tradició popular. A principis del segle XX Artur Pérez-Cabrero i altres companys fan un exploració arqueològica i comproven l'existència d'una interessantíssima construcció artificial, es troba gran quantitat de ceràmica d'època musulmana. Alguns historiadors la consideren originàriament de caràcter catacumbari i d'època paleocristiana, altres pensen que es tractaria d'un culte cristià en època musulmana. Ha estat restaurada l'any 1981 i es pot visitar pel públic en general.